# Studenter för ett fritt Tibet
Studenter för ett fritt Tibet (Students For a Free Tibet ) är en global gräsrotsrörelse bland studenter och aktivister som arbetar för frihet och mänskliga rättigheter för det tibetanska folket. Gruppens mål är att Tibet ska få självstyre. Som metoder används utbildning, icke-våldsam direkt aktion och lobbying. Studenter för ett fritt Tibet anser att Tibet har rätt till självständighet då det har varit ett fritt land tidigare i historien. Vidare protesterar Studenter för ett fritt Tibet mot att den kinesiska regeringen kränker det tibetanska folkets mänskliga rättigheter, deras rätt till språk, religion och kulturellt arv, samt vad man ser som otillbörligt utnyttjande av landets naturtillgångar.